# Pablo Martín Rodríguez
Pablo Martín Rodríguez (Ramos Mejia, Buenos Aires; Argentina, 7 de marzo de 1977) es un exfutbolista argentino jugaba como centrocampista. Actualmente es entrenador. En agosto de 2016, comenta los partidos de la Primera División de Argentina para Canal 13 por un breve periodo

## Biografía
Pablo Martín Rodríguez nació en San Justo (Provincia de Buenos Aires) el 7 de marzo de 1977. Hijo de Carlos Martín Rodríguez y Francisca Angela Bianco. Sus primeros pasos en el Fútbol fueron en su club de barrio Villa Constructora (SFyCVC) donde descubrió su pasión por el fútbol a la edad de 5 años.

### Futbolista

#### Argentinos Juniors (1996-1998)
Llegó al club con 7 años donde hizo todas las divisiones inferiores (también jugó en el club "Parque" de la mano de Ramón Madonni). Hizo su debut en primera división con 16 años con Jorge Olguin como Técnico contra el Club Belgrano de Córdoba en el estadio "Chateau Carreras" en el año 1996 y como titular a la semana siguiente en el estadio Jose Amalfitani enfrentando al Club Atlético Boca Juniors por la Supercopa. Su primer gol en primera división fue en el estadio de Ferro Carril Oeste contra NOB de Rosario. Su talento lo llevó a incorporarse a las filas del Crystal Palace de la Premier League, pero la falta de un acuerdo económico entre dicho club y Argentinos Juniors imposibilitó su estadía, por lo que regresa al club manteniendo un buen desempeño hasta el año 1998 en el club de la Paternal.

#### OGC Nice (1998-2003)
Llegó el 16 de enero de 1998 con tan solo 19 años haciendo su debut oficial a la semana de su llegada contra el Toulouse por la Copa de Francia. El equipo se encontraba en segunda división (D2) en una situación compleja en la tabla de posiciones y a partir de su llegada el club, comienza una escalada de triunfos mejorando la posición en la tabla y es a partir de ese momento donde "Pablito" es adoptado como ídolo. Este vínculo con los aficionados llega a su pico máximo con la obtención del ascenso a Primera División (D1) en el año 2002. A día de hoy lo aficionados del OGC Nice se siguen sintiendo identificados con Rodríguez, siendo en la actualidad unos de los más grandes ídolos de la institución. 
Habiendo intentado todo lo posible para continuar en la institución Pablo se termina marchando en junio de 2003 por diferencias con el presidente Cohen.

#### CD Leganés (2003-2004)
Llega de la mano del director deportivo Jose Pekerman (quien lo había dirigido en su paso por las selecciones juveniles de Argentina) en un proyecto dirigido por el empresario Argentino Daniel Grinbank. El técnico del equipo era Carlos Aimar y el jugador logró un gran desempeño, llevando a que varios equipos de la primera división española se interesaran por contar con él. Lamentablemente Grinbank decidió abandonar el proyecto, dejando al club en una situación muy delicada. De aquel equipo que se desempeñaba en la segunda categoría española se recuerda la serie disputada por Copa del Rey en diciembre de 2003 frente a los Galácticos del Real Madrid (Ronaldo, Beckham, Roberto Carlos, Guti, Zidane, entre otros) donde el enganche realizó una gran actuación.

#### Beira-Mar (2004-2005)
Luego de su paso por el proyecto fallido en Leganés, llega al Beira Mar donde mostró su calidad pero no tuvo un gran año deportivo. Siendo así que decide marcharse en enero del 2005 de común acuerdo con los directivos.

#### Montevideo Wanderers (2005)
Decide volver al continente buscando estar más cercano a sus afectos, por lo que llega a Wanderers de Montevideo de la mano de un gran entrenador que a día de hoy es considerado por Rodríguez como una de las mejores personas y profesionales que conoció en el fútbol, Daniel Carreño. Es en esta institución que empieza a acercarse al fútbol uruguayo y descubre su pasión por el mismo, así como también su gran afecto por los charrúas.

#### Olimpo Bahía Blanca (2005-2007)
Regresa al país y a la primera división de Argentina por un pedido y disposición del expresidente de Olimpo Jorge Ledo. Con un buen desempeño y demostrando su calidad permanece en la institución hasta el año 2007.

#### Colón de Santa Fe (2008-2010)
Después de un año fuera de las canchas por problemas personales vuelve a la actividad profesional en la institución santafesina donde mostró rápidamente su talento, ganándose el apodo de "Maravilla". Luego de varias lesiones musculares que impidieron que obtenga la continuidad deseada decide no cobrar la totalidad de su contrato y retirarse de las canchas. 

### Entrenador
Pablo Rodríguez comenzó el curso de entrenador en la ciudad de Santa Fe, dónde todavía se desempeñaba como jugador, ya que su pasión por dirigir se venía acrecentando con el paso del tiempo. Se recibe haciendo su segundo año en la escuela de Vicente López, junto al director Luis Leculier .

#### Club Nacional de Football
Llega al club como ayudante de campo de la mano del entrenador Marcelo Gallardo. Además de desempeñarse como ayudante del ya mencionado técnico, se hace cargo de la Tercera División (reserva) del club. Como responsable absoluto de dicha categoría decide realizar un selectivo con los jóvenes del club y hacerlos jugar en dicha división para ir preparándolos para el futuro. Este proyecto se desempeñó de manera exitosa con el visto bueno de Daniel Enríquez, por aquel entonces director deportivo de la institución . 
Dicho proyecto empezó rápidamente a ver frutos, durante el primer semestre 5 jugadores de los 15 seleccionados fueron ascendidos por Gallardo al plantel principal (Gonzalo Bueno, Renato César, Rafael García, Gastón Pereiro y Santiago Romero). El principal objetivo del proyecto era formar jugadores y personas, compitiendo siempre para ganar, como lo dicta una institución de la importancia del Club Nacional de Football. Ese año finalizarían el torneo de Tercera División obteniendo la segunda posición luego de un campeonato muy disputado.
Por otra parte se consagró campeón del torneo de Primera División como integrante del cuerpo técnico del primer equipo, luego de un arranque no muy favorable.
Durante el segundo semestre se siguió con dicho proyecto desempeñando una gran labor y ganándose las congratulaciones de muchos de los directivos del club. Al finalizar el año Marcelo Gallardo decide marcharse por motivos personales y le es ofrecido el cargo de Director Técnico del primer equipo por parte de Daniel Enríquez debido a su conocimiento del plantel principal y de los jóvenes recientemente ascendidos (Carlos de Pena, Renzo López, Alfonso Espino, Nicolás Prieto, Leandro Barcia y Sebastián Gorga). Rodríguez agradece el ofrecimiento pero decide declinar la oferta debido a que consideraba que si había llegado al club gracias a Gallardo, debía irse con él.
Se marcha del tricolor siendo campeón uruguayo y dejando un gran trabajo, donde muchos de estos jugadores promovidos durante su estadía en el club consiguen afianzarse en el primer equipo y en muchos casos, emigrar a Europa.

#### Club Cerro de Montevideo
Llega al club como director deportivo seducido por una gran propuesta de la mano del por aquel entonces presidente de la institución, Stalin Kerouglian.
Debido a la delicada situación deportiva y económica en la que se encontraba el club, se le concedieron amplios poderes en toda la parte deportiva para que ordene el club de la villa. Tanto en primera división, como en las divisiones menores.
Siguiendo convencido de su lema, Rodríguez exige mucho tanto en lo deportivo como en la parte personal, exigiéndole a todos los juveniles del club que estudien. Esta medida trajo inconvenientes en un principio, pero posteriormente los resultados esperados llegaron.
Con el proyecto de las formativas en marcha y mostrando rápidamente sus frutos en todo sentido, el presidente Kerouglian se mostraba muy satisfecho con el crecimiento del club.
Comienza el torneo de primera división donde el equipo no consigue los resultados esperados en la parte deportiva. Encontrándose en la quinta fecha con tan solo un punto, por lo que el director Técnico del plantel principal, Pablo Alonso, decide renunciar a su cargo. Pablo Rodríguez, por orden del Presidente se pone en busca de un entrenador para el equipo profesional.
Luego de casi una semana los referentes del plantel profesional piden tener una reunión con el presidente de la institución, pidiéndole que Rodríguez se haga cargo del equipo ya que el equipo se encontraba en un situación muy comprometedora en la tabla del descenso. Kerouglian hace llegar el deseo del plantel a Rodríguez y este decide no aceptar debido a que quiere terminar el proyecto que comenzó. Posteriormente los jugadores del plantel profesional le piden personalmente que se haga cargo del equipo. Luego de una reunión con el presidente decidió tomar la dirección técnica del equipo con el objetivo de salvarlo del descenso, siempre y cuando pudiera continuar con el proyecto que inició. 
Es así que asume como Director Técnico del equipo de la villa, a tan solo dos días del partido entre Cerro y Sud América, partido que terminaría en empate.
Durante ese campeonato consigue el 75% de los puntos disputados y deja al club en la categoría, logrando el objetivo en la última fecha en un infartante y muy recordado partido contra Liverpool. 
Al finalizar el campeonato el presidente de la institución, quien había apoyado desde un principio a Rodríguez, tiene un problema importante de salud y al cabo de una semana decide dejar su puesto ante su delicado estado. Esta situación llevó a la aparición de ciertos problemas internos en el club.
Asume entonces como presidente Miguel Panosian, integrante de la oposición. El plantel comienza la pretemporada bajo el mando de Rodríguez pero debido a ciertas diferencias con la nueva directiva este decide marcharse del club de la villa .
Rodríguez ha declarado en numerosas ocasiones que guarda recuerdos muy lindos del club, del barrio y de su gran hinchada, la cual admira .
En el 2016 se incorporó al programa "Fútbol para todos" cumpliendo la función de comentarista.

## Clubes
| Club                 | País      | Año       |
| -------------------- | --------- | --------- |
| Argentinos Juniors   | Argentina | 1996-1998 |
| OGC Nice             | Francia   | 1998-2003 |
| CD Leganés           | España    | 2003-2004 |
| Beira-Mar            | Portugal  | 2004-2005 |
| Montevideo Wanderers | Uruguay   | 2005      |
| Olimpo               | Argentina | 2005-2007 |
| Colón                | Argentina | 2008-2010 |

## Selección
| Mundial                   | Sede    | Resultado |
| Copa Mundial Juvenil 1993 | Japón   | -         |
| Copa                      | Sede    | Resultado |
| Sudamericano Sub-20 1997  | Chile   | Campeón   |
| Mundial                   | Sede    | Resultado |
| Copa Mundial Juvenil 1997 | Malasia | Campeón   |